# ریشار بوشه
ریشار بوشه (فرانسوی: Richard Boucher‎; ۱ مارس ۱۹۳۲ – ۲۶ سپتامبر ۲۰۱۷) بازیکن و مربی فوتبال اهل فرانسه بود.
از باشگاه‌هایی که در آن بازی کرده‌است می‌توان به باشگاه فوتبال المپیک مارسی و باشگاه فوتبال تولوز اشاره کرد.
وی همچنین در تیم ملی فوتبال فرانسه بازی کرده‌است.